# Зальца (дворянство)
За́льца — русский баронский род.

## Происхождение и история рода
Происходит из Германии, где его предки в XII веке владели феодальным леном Зальца (ныне Дрейбург) в Тюрингии.
Бернгард Зальца в середине XVII века переселился в Прибалтику. 20 февраля (3 марта) 1755 года шведский король Адольф Фредрик подтвердил за губернатором Йёнчёпинга генерал-майором Яковом Людвигом фон Зальца и всем его родом баронское достоинство, с древности принадлежавшее их предкам. Майор Филипп Иоанн, Отто Рейнгольд и Адам Иоанн фон Зальца были внесены 4 февраля 1759 года в матрикул Эстляндского дворянства с титулом баронов.
Определением Правительствующего сената Российской империи от 5 (17) сентября 1855 года и Высочайше утверждённым 20 декабря 1865 года (1 января 1866) мнением Государственного совета за эстляндской дворянской фамилией фон Зальца признан баронский титул.
Род Зальца внесён в матрикулы Эстляндской губернии и в V часть родословной книги Санкт-Петербургской и Новгородской губерний.